# Селенатна кислота
Селена́тна кислота, селе́нова кислота — неорганічна кислота, що складається з катіона водню і аніона селената (SeO42-). Хімічна формула H2SeO4.

## Фізичні властивості
Селенова кислота при стандартних умовах є безбарвною кристалічною речовиною, добре розчинною в воді. Отруйна, гігроскопічна, є сильним окисником. Селенова кислота — одна з небагатьох сполук (і єдина кислота в чистому вигляді), що розчиняють золото (поряд з царською водою, розчином Люголя, ціанідами тощо). У твердому стані вона кристалізується в ромбічну структуру.

## Отримання
- Взаємодія селен(VI) оксиду з водою:

{\displaystyle \mathrm {SeO_{3}+H_{2}O\longrightarrow H_{2}SeO_{4}} }
- Взаємодія селену з хлорною або бромною водою:

{\displaystyle \mathrm {Se+3Cl_{2}+4H_{2}O\longrightarrow H_{2}SeO_{4}+6HCl} }
{\displaystyle \mathrm {Se+3Br_{2}+4H_{2}O\longrightarrow H_{2}SeO_{4}+6HBr} }
- Взаємодія селенистої кислоти або селен(IV) оксиду з пероксидом водню:

{\displaystyle \mathrm {SeO_{2}+H_{2}O_{2}\longrightarrow H_{2}SeO_{4}} }
{\displaystyle \mathrm {H_{2}SeO_{3}+H_{2}O_{2}\longrightarrow H_{2}SeO_{4}+H_{2}O} }
- Найпростіше селенову кислоту отримати обробкою суспензії селениту срібла бромною водою

{\displaystyle \mathrm {Ag_{2}SeO_{3}+Br_{2}+H_{2}O\longrightarrow H_{2}SeO_{4}+2AgBr} }
Для отримання безводної кислоти в твердому кристалічному стані отриманий розчин випарюють при температурі нижче 140 °C (413 К, 284 °F) у вакуумі.
Концентровані розчини селенової кислоти в'язкі. Відомі кристалічні гідрати кислоти:
- H2SeO4·H2O (плавиться при 26 °C);
- H2SeO4·2H2O (плавиться при -24 °C);
- H2SeO4·4H2O (плавиться при -52 °C);
- H2SeO4·6H2O (плавиться при -68 °C).

## Хімічні властивості
- Зміна забарвлення кислотно-основних індикаторів
- Гаряча, концентрована селенова кислота здатна розчиняти золото, утворюючи червоно-жовтий розчин аурум(III) селенату:

{\displaystyle \mathrm {2Au+6H_{2}SeO_{4}\longrightarrow Au_{2}(SeO_{4})_{3}+3H_{2}SeO_{3}+3H_{2}O} }